# Aliki Telloglou
Aliki Telloglou (griechisch Αλίκη Τέλλογλου, * in Thessaloniki als Aliki Orologa, griechisch Αλίκη Ωρολογά; † 23. Juni 2008 ebenda) war eine griechische Kunstsammlerin und Philanthropin.

## Lebenslauf
Sie wurde in Thessaloniki als Tochter von Naoum und Lucia Orologas geboren, die als Flüchtlinge aus Istanbul bzw. Bitola stammten. Trotz ihres Wunsches, Innenarchitektur zu studieren, studierte sie schließlich Medizin, ohne jedoch dieses Studium abzuschließen. Im Jahr 1953 heiratete sie Nestor Telloglou, einen Geschäftsmann und Kunstsammler aus Izmir, mit dem sie ihr Leben dem Kunstsammeln widmete, mit dem Ziel, die Telloglio-Stiftung durch die Schenkung ihres gesamten Besitzes an die Aristoteles-Universität von Thessaloniki zu gründen. So entstand ein Museum und eine Kunstsammlung. Offiziell erfolgte die Gründung des Museums 1972, wenige Monate vor dem Tod ihres Mannes, und 1999 fand die offizielle Eröffnung der Museumsräume statt, die sich in einem benachbarten Bereich des Campus der Aristoteles-Universität Thessaloniki befinden und von der Stadtverwaltung von Thessaloniki zur Verfügung gestellt wurden. 
Sie ist am 23. Juni 2008 in Thessaloniki verstorben.
Ihre Schwester ist Lilika Zerva-Orologa, Sprachwissenschaftlerin und Mutter von Konstantinos Zervas, des Bürgermeisters von Thessaloniki für die Amtszeit 2019–2023. Die Wohnung, in der sie nach ihrer Hochzeit mit Nestor Telloglou im Olympion-Gebäude gelebt hat, wurde in ein Haus-Museum umgewandelt.